# 中平正彦
中平 正彦（なかひら まさひこ）は、日本の漫画家。高知県高知市出身。大阪芸術大学芸術学部美術学科中退。

## 概略
小学館から発行されていた『週刊少年サンデー増刊号』にて『ランニング・ワイルド』でデビュー。同誌にて読み切り数本を執筆の後、『学園帝国 俺はジュウベイ!』『RATS』などを連載。
新声社から発行されていたアーケードゲーム専門誌『ゲーメスト』、コミック誌『コミックゲーメスト』などでカプコンの対戦型格闘ゲーム『ストリートファイター』シリーズのコミカライズを担当し、これで評価を得る。カプコンのゲーム制作側が、漫画で用いられたオリジナルの設定を公式設定に取り入れたり、漫画オリジナルのキャラクターがゲーム本編に登場したりといった「逆輸入」が行われるなど、原作であるゲームにまで影響を与えるほどであった。自身がデザインした神月かりんについて、シリーズの新作が出る度にファンから「かりんは出ないのですか？」と問い合わせをもらうという。
また、オリジナル作である『破壊魔定光』は、WOWOWでアニメ化もされた。中平は「やよいの彼氏」役で声優として出演している。

## 作品リスト

### 連載
- RATS（週刊少年サンデー増刊号、1990年、未単行本化）
- 学園帝国 俺はジュウベイ!（週刊少年サンデー、1993年、広井王子原作、全4巻）
- スーパーストリートファイターII キャミィ外伝（週刊少年サンデー増刊、1994年、全1巻）
- ストリートファイターZERO（ゲーメスト、1995年 - 1996年、全2巻） - リミックス版2007年4月2日発売、新装版2018年10月18日発売
- さくらがんばる!（コミックゲーメスト、1996年 - 1997年、全2巻、完全版全1巻） - リミックス版2007年4月16日発売、新装版2018年8月25日発売
- RYU FINAL（ゲーメスト、1997年 - 1998年、全2巻） - リミックス版2007年5月7日発売、新装版2018年12月10日発売
- 破壊魔定光（ウルトラジャンプ、1999年 - 2005年、全12巻）
- ドリームバスター（月刊COMICリュウ、2006年 - 2010年、宮部みゆき原作、全7巻）
- つきロボ（ウルトラジャンプ、2011年 - 2013年、全3巻）
- アカイケモノ（画楽の杜、2014年 - 、現2巻）

※『ストリートファイターZERO』『さくらがんばる!』『RYU FINAL』の3作品は、2007年にジャンプリミックス『ストリートファイターII』の1、2、3として再発売され、2018年に復刊ドットコムより『新装版』として再発売された。

### 読み切り
- ランニング・ワイルド（週刊少年サンデー1987年2月増刊号）
- あい・あむ・ざ★HERO!（週刊少年サンデー1987年11月増刊号）
- ワイルド・ボーイズ（週刊少年サンデー1988年5月増刊号）
- POWER BOY（週刊少年サンデー1989年2月増刊号）
- タイマンGP（週刊少年サンデー1995年21・22号 - 23号）
- ストリートファイター アート・コミック・アンソロジー （エンターブレイン 2009年3月14日発売 イラスト）
- ストリートファイターV VALUABLE EDITION「STREET FIGHTER V A Visionary Book」描き下ろし見開き漫画[1]

## 師匠
- 中原裕

## アシスタント
- 三好雄己
- 上山徹郎
- たくま朋正